# Atomic City (U2)
«Atomic City» és una cançó del grup de rock irlandès U2, publicada com a senzill el 29 de setembre de 2023 sota el segell discogràfic d'Island Records. La cançó va ser produïda per Jacknife Lee i Steve Lillywhite, i gravada als Sound City Studios. La cançó va ser escrita com a vinculació promocional als concerts durant la residència U2:UV ''Achtung Baby'' de la banda al Sphere at The Venetian Resort a Las Vegas, i es va publicar el mateix dia que va tenir lloc el primer dels concerts. La banda va descriure el tema com un homenatge musical a artistes com Blondie, Giorgio Moroder i The Clash, així com a la música post-punk dels anys 70, mentre que la lletra fa referència a Las Vegas. El títol de la cançó és una referència al sobrenom de la ciutat durant els anys 50 quan era una destinació del turisme nuclear. És la primera cançó nova publicada per U2 des de «Your Song Saved My Life» de la banda sonora del musical animat Sing 2 el 2021.
Tot i no poder actuar durant la residència a causa de les cirurgies previstes i un període de recuperació, el bateria Larry Mullen Jr. va tocar la bateria durant la gravació del tema, i va apareix en la filmació del videoclip, que va ser rodat a Las Vegas i dirigit per Ben Kutchins. El vídeo es va gravar davant l'hotel Plaza a la mateia ciutat; la banda va tocar un breu concert sorpresa davant uns 250 seguidors, que varen poder escoltar la nova cançó per primera vegada.

## Personal
U2
- Bono - veu principal
- The Edge : guitarra, cors
- Adam Clayton - baix
- Larry Mullen Jr. - bateria

Intèrprets addicionals
- Jacknife Lee - cors de suport

Producció i equip tècnic
- Jacknife Lee - productor, enginyer
- Steve Lillywhite - productor
- CJ Eiriksson – enginyer
- Tom Elmhirst - mesclador
- Adam Hong - ajudant de mescles
- Chris Bellman - enginyer de masterització